# Кулгунінська сільська рада
Кулгу́нінська сільська рада (рос. Кулгунинский сельский совет) — муніципальне утворення у складі Ішимбайського району Башкортостану, Росія. Адміністративний центр — село Кулгуніно.

## Населення
Населення — 1067 осіб (2019, 1272 в 2010, 1358 в 2002).

## Склад
До складу поселення входять такі населені пункти:
| Населений пункт        | Населення, осіб (2002) | Населення, осіб (2010) |
| ---------------------- | ---------------------- | ---------------------- |
| Кабясово, присілок     | 47                     | 38                     |
| Калу-Айри, присілок    | 151                    | 149                    |
| Кулгуніно, село        | 821                    | 774                    |
| Новосаїтово, присілок  | 137                    | 111                    |
| Старосаїтово, присілок | 179                    | 177                    |
| Ялтаран, присілок      | 23                     | 23                     |